# Horton (Ontario)
Horton to gmina (ang. township) w Kanadzie, w prowincji Ontario, w hrabstwie Renfrew.
Powierzchnia Horton to 158,39 km².
Według danych spisu powszechnego z roku 2001 Horton liczy 2567 mieszkańców (16,21 os./km²).